# اتل دی. آلن
اتل دی الن (Ethel D. Allen) (زاده ۸ می ۱۹۲۹ – درگذشت ۱۶ دسامبر ۱۹۸۱)،‏ سیاستمدار و پزشک آفریقایی-آمریکایی از حزب جمهوری‌خواه بود که به مدت ۱۰ ماه از ژانویه تا اکتبر ۱۹۷۹، به عنوان وزیر رفاه عمومی پنسیلوانیا در زمان فرماندار، دیک تورنبورگ، خدمت کرد. قبل از خدمت در کابینهٔ ایالتی، الن از ۱۹۷۲ تا ۱۹۷۹، یکی از اعضای شورای شهر فیلادلفیا بود که نمایندهٔ دو ناحیهٔ ۵ و منطقهٔ بزرگ بود.

## اوایل زندگی
الن در فیلادلفیا، پنسیلوانیا به دنیا آمد. او در کالج ایالتی ویرجینیای غربی، در رشته شیمی و زیست‌شناسی و کمی هم ریاضیات، تحصیل کرد و در ۱۹۶۳ دکترای خود را در رشته استخوان‌درمانی از کالج پزشکی استخوان‌درمانی فیلادلفیا گرفت. در حالی که والدین او در سیاست محلی دموکرات‌ها فعال بودند، الن سرانجام به یک داوطلب جمهوری‌خواه تبدیل شد و برای کمپین‌های مختلف از جمله کمپین دوایت آیزنهاور در ۱۹۵۲، کار کرد. او به شوخی خود را به عنوان یک «بی اف آر؛ یک سیاه‌پوست، جمهوری‌خواه زن، موجودی نادر به اندازهٔ یک فیل سیاه و به همان اندازه باهوش» توصیف می‌کرد.
بنابر توصیف خودش، الن به عنوان یک «متخصص محله یهودی‌نشین» در شرایط سخت و اغلب خطرناک در برخی از فقیرترین محله‌های فیلادلفیا کار می‌کرد. در یک مورد، او فریب یک تماس دروغین را خورد، وارد خانه‌ای شد و خود را هدف سرقت دید. چهار مرد به امید اینکه از کیف پزشکی او دارو خارج کنند، او را محاصره کرده بودند. اما او پس از به دست گرفتن اسلحه-اش و فرار سارقان احتمالی، جان سالم به در برد.

## حرفه سیاسی

### شورای شهر
الن به این نتیجه رسید که بهترین راه برای او در راه مبارزه با جنایتی که او به عنوان یک پزشک شاغل مشاهده می‌کرد، مشارکت بیشتر در سیاست است. وی در ۱۹۷۱ برای شورای شهر فیلادلفیا نامزد شد. در آن سال، او با اجرای یک سری مناظره‌های قوی، توماس مکینتاش، عضو شورای دموکرات آن زمان از ناحیه پنجم را برکنار کرد. با انتخاب او، وی اولین زن آفریقایی‌آمریکایی بود که در شورای شهر مشغول به کار شد. الن در طول تصدی خود، از قوانینی حمایت کرد که منجر به ایجاد کمیسیون جوانان فیلادلفیا برای کمک به حل مشکلی به نام گروه‌های خلافکار شهری شد.
در ۱۹۷۵، الن تصمیم گرفت که دوباره برای عضویت در شورا انتخاب شود. اما این بار برای یکی از کرسی‌های بزرگ شورا، نامزد شد. او یکی از دو کرسی نفرات رزرو برای غیرعضو اکثریت حزب دموکرات را به دست آورد که بعدها کرسی خالی شده توسط تام فوگلیتا که نامزد این حزب برای شهردار در انتخابات آن سال بود را تصاحب کرد. در زمان عضویت در شورا، الن به عنوان یک سیاستمدار سرسخت و صریح شناخته می‌شد که اغلب با شهردار، فرانک ریزو و رئیس شورا، جورج شوارتز درگیر بود. با رشد حضور محلی او، حضور ملی او نیز افزایش یافت. الن در مجمع ملی جمهوری‌خواهان در ۱۹۷۶، سخنرانی دوم را در حمایت از نامزدی رئیس‌جمهور، جرالد فورد انجام داد.

### وزارت
در ژانویه ۱۹۷۹، فرماندار جدید، دیک تورنبورگ، الن را به عنوان وزیر رفاه عمومی انتخاب کرد. گفته می‌شود که الن به رهبران جمهوری‌خواه شهر گفته بود؛ اگر آن‌ها به او اطمینان دهند که راهی بدون مانع برای نامزدی حزب در انتخابات شهردار آن سال داشته باشد، پیشنهاد تورنبرگ را رد خواهد کرد. وقتی چنین تضمینی دریافت نکرد پیشنهاد تورنبرگ را پذیرفت.
در اکتبر همان سال، کابینه تورنبرگ با چند استعفا به لرزه درآمد. دو وزیر بهداشت و کار به دلیل ناراحتی از دولت و ناتوانی در همکاری مؤثر با همکاران خود، استعفا داده بودند. در نتیجه بررسی‌های بیشتر در کابینه، تورنبرگ با الن ملاقات کرد تا در مورد اتهامات غیبت و ناشایستگی که علیه او مطرح شده بود صحبت کند. طبق گزارش‌ها، الن در اوایل همان سال، بیش از نیمی از یک دورهٔ ۴۰ روزه را در دفتر خود در هاریسبورگ غایب بود، ظاهراً او برای سخنرانی‌هایی که توسط کارمندان ایالتی تهیه شده بود، حق‌الزحمه دریافت کرده بود. به نوبه خود، الن اظهار داشت که غیبت‌های او برای انجام مؤثر وظایفش ضروری بوده‌است و او فقط از یک کارمند دولتی برای نوشتن دو سخنرانی، کمک گرفته‌است که در مجموع ۱۰۰۰ دلار به دست آورده‌است. او ادعا کرد که این سخنرانی‌ها تنها درصد کمی از تعداد سخنرانی‌هایی را که او از زمان روی کار آمدن ارائه کرده بود، تشکیل می‌داد. تورنبورگ، از الن خواست استعفا دهد و زمانی که الن از این کار امتناع کرد، تورنبورگ او را اخراج کرد. دو سال قبل، فرماندار میلتون شاپ، سی دلورس تاکر را که به عنوان وزیر رفاه نیز خدمت می‌کرد، برای استفاده از کارمندان عمومی به منظور کمک به تهیه سخنرانی‌هایی که برای آن‌ها هزینه دریافت می‌کرد، برکنار کرده بود.

## اواخر زندگی
اخراج الن با واکنش شدید جامعه آفریقایی‌آمریکایی و گروه‌های مختلف حقوق مدنی علیه تورنبورگ مواجه شد. برخی اظهار کردند که الن به دلیل رنگ پوست و جنسیت یا هر دو، استاندارد متفاوتی دارد. برخی دیگر ادعا کردند که اقدامات فرماندار، دارای انگیزه سیاسی بوده‌است.
اخراج او از کابینه تورنبورگ به فعالیت سیاسی او پایان داد. او کمی بیش از یک سال به عنوان پزشک منطقهٔ آموزشی فیلادلفیا با مسئولیت‌های مدیریتی، مشغول به کار بود. در دسامبر ۱۹۸۱، به دلیل عوارض ناشی از عمل جراحی قلب بای پس دوبل، درگذشت. در حالی که الن هرگز ازدواج نکرده بود و فرزندی نداشت، نام او به عنوان یک پیشرو، میراثی است که از او باقی مانده‌است. او اغلب، آفریقایی‌آمریکایی‌ها و زنان را تشویق می‌کرد که به دنبال مناصب سیاسی باشند، دوست او آگوستا کلارک بعدها تبدیل به دومین زن آفریقایی‌آمریکایی شد که در شورای شهر فیلادلفیا مشغول به کار بوده و در نهایت به حزب اکثریت دموکرات ملحق شده‌است. بعدها منطقهٔ آموزشی فیلادلفیا، نام یکی از مدارس ابتدایی خود را به افتخار او، تغییر داد.